# Gangsta's Paradise
Gangsta s Paradise é o segundo álbum de estúdio do rapper americano Coolio. Foi lançado no ano de 1995.

## Faixas
| #  | Título                     | Produtor(es)                                               | Cantor(es)                                            |
| -- | -------------------------- | ---------------------------------------------------------- | ----------------------------------------------------- |
| 1  | "That's How It Is"         | Coolio                                                     | Coolio, Talkbox                                       |
| 2  | "Geto Highlites"           | Christopher Hamabe, Devon Davis                            | Coolio, 40 Thevz (backing vocals)                     |
| 3  | "Gangsta's Paradise"       | Doug Rasheed                                               | Coolio, L.V., Trinna Simmons (backing)                |
| 4  | "Too Hot"                  | Bryan Dobbs                                                | Coolio, J.T. Taylor                                   |
| 5  | "Cruisin'"                 | Christopher Hamabe, Devon Davis                            | Coolio, Malika, Shaunna D. (backing)                  |
| 6  | "Exercise Yo Game"         | Jay Williams, Maurice Thompson                             | 40 Thevz, Coolio, E-40, Kam                           |
| 7  | "1, 2, 3, 4 (Sumpin' New)" | James Carter, Poison Ivey                                  | Coolio                                                |
| 8  | "Smilin'"                  | Dominic Aldridge, James Carter, Reece Carter (co-producer) | Coolio, Baby G (backing)                              |
| 9  | "Fucc Coolio"              | Coolio                                                     | Coolio                                                |
| 10 | "Kinda High Kinda Drunk"   | Dominic Aldridge, James Carter, Danny Taylor (co-producer) | Coolio                                                |
| 11 | "For My Sistas"            | Oji Pierce                                                 | Coolio, Lashann Dendy                                 |
| 12 | "Is This Me?"              | Devon Davis                                                | Coolio, LV, Rated R                                   |
| 13 | "A Thing Goin' On"         | Oji Pierce                                                 | Coolio, Jeremy Monroe                                 |
| 14 | "Bright As the Sun"        | Oji Pierce                                                 | Coolio, Will Wheaton                                  |
| 15 | "Recoup This"              | Spoon                                                      | Coolio, Capucine Jackson (backing), P.S. (backing)    |
| 16 | "The Revolution"           | Bryan Dobbs                                                | Coolio                                                |
| 17 | "Get Up, Get Down"         | Bryan Dobbs                                                | Coolio, Leek Ratt, Malika, P.S., Ras Kass, Shorty, WC |

## Certificações
| País        | Certificação | Data            | Vendas certificadas |
| ----------- | ------------ | --------------- | ------------------- |
| Canadá      | Platina      | July 21, 1997   | 100,000             |
| Alemanha    | Ouro         | 1996            | 250,000             |
| Holanda     | Ouro         | 1996            | 40,000              |
| Suécia      | Ouro         | March 28, 1996  | 10,000              |
| Reino Unido | Platina      | January 1, 1996 | 400,000             |
| E.U.A.      | 2× Platina   | April 10, 1996  | 2,000,000           |